# Yelawolf
Michael Wayne Atha (ismertebb nevén Yelawolf) (Gadsden, Alabama, 1979. december 30. –)  amerikai hiphop előadó Gadsden-ből, Alabama államból. Jelenleg Shady Records, Interscope Records lemezcégnél van, illetve létrehozta a saját független kiadóját is, a Slumerican-t.

## Pályafutása
Első debütáló lemeze, ami igazából mixtape volt, 2005-ben jelent meg Creek Water címen, ekkor még egy lemezcéghez sem csatlakozva, független előadóként. 2007-ben leszerződött a Columbia Records-hoz, mely szárnyai alatt született a Kickin című, és a Fearin' and Loathin' in Smalltown, U.S.A. című első stúdióalbuma. Ez nem került kiadásra. A Columbia alatt két mixtape-je látott napvilágot, egyik Ball of Flames: The Ballad of Slick Rick E. Bobby és a Stereo: A Hip Hop Tribute to Classic Rock, melyek leginkább észrevétlenek voltak. 2009-ben aláírt Ghet-O-Vision Entertainment-hez is, ami kiadta az Arena Rap című EP-jét (Extended Play).
2005-től 2010-ig egy EP-je és négy mixtape-je jelent meg. A négyből, megjelenési sorrendben az utolsó, a Trunk Muzik hozta el neki az áttörést és a szerződést az Interscope-pal. Ezen mixtape-et még ebben az évben, újrakevert állapotban Trunk Muzik 0-60 címen újra megjelentették.
2011 márciusában aláírt Eminem saját kiadójához, a Shady Records-hoz, melynek szárnyai alatt került piacra a Radioactive album 2011. november 21-én. Ezen album a 27. helyen debütált a Billboard 200-as listáján. 2013. március 14-én jelent meg a Trunk Muzik Returns, mely az áttörést hozó lemezének, a Trunk Muzik-nak a folytatása. Második stúdióalbuma, amit a Shady Records-nál készít, Love Story címen 2015-ben jelenik meg.

## Előélete
Yelawolf Gadsden-ben, Alabama államban született ugyan, de sokat költöztek mindenfele gyermekkorában. Édesanyja csupán 15 éves volt, mikor megszülte. Cherokee indián és "fehér amerikai" vérvonalból származik. Édesanyjáról azt állítja, hogy egy rocksztár volt, aki folyamatosan bulizott és kokain hatása alatt állt. Végül Nashville-ben, Tennessee államban telepedtek le és az iskolát is itt végezte el. Ez a város rengeteget jelent számára, több szövegében is megemlíti, illetve egyszer így nyilatkozott róla: "Ez az a hely, ahol a hiphop elkezdett jelenteni nekem valamit. Az a hely, ahol a hiphop kultúrára felfigyeltem."

## Magánélete
Yela egy ideig hajléktalan volt, amikor Berkeley-ben, Kaliforniában élt. A legtöbb időt Berkeley People's Parkjában töltötte hajléktalanokkal körbevéve. Az emberek rengeteget segítettek nekik, leginkább élelemmel, mint például zacskós leveseket adtak számukra. Az előadó állítása szerint, neki is eljött a meghatározó pillanat, mikor is eldöntötte, hogy kivágja magát ebből és felhívta édesanyját azzal, hogy remélhetőleg hazatérhet Alabamába. Édesanyjának nem volt sok pénze, de azért vett neki egy jegyet haza. Yelawolf szerint: „Ez volt december 20-án. Január 1-re Seattle-ben, Washingtonban voltam. Washingtonban felvettek egy hajóra, hogy legyen pénzem. Az volt az, ahol Yelawolf megszületett.
2013. július elején eljegyezte barátnőjét, Fefe Dobson dalszerző- és énekesnőt.

## Érdekesség
Yelawolf egy interjújában elmesélte, hogyan született a művészneve. Mivel indián vér is folyik az ereiben, így hasonlatok kapcsolatából keletkeztette, mint sárga (yellow) és farkas (wolf). Az ő szavaival: " Yelawolf egy őslakó amerikai, apám Cherokee volt, anyám fehér. A sárga az erő, a tűz, a fény és az éhség színe. A farkas pedig megmutatja a képességeimet a túléléshez."

## Diszkográfia

### Stúdiólemezei
- Trunk Muzik 0-60 (2010)
- Radioactive (2011)
- Psycho White (with Travis Barker) (2012)
- Love Story (2014)
- Trial by Fire (2017)
- Trunk Muzik III (2019)
- Ghetto Cowboy (2019)

### Mixtape-ek
- Creek Water (2005)
- Heart of Dixie (2012)
- Ed Sheeran & Yelawolf: The Slumdon Bridge (2012)
- Trunk Muzik Returns (2013)
- Black Fall (2013)

### EP
- Arena Rap EP (2009-2010)

## Fordítás
- Ez a szócikk részben vagy egészben  a   Yelawolf című angol Wikipédia-szócikk fordításán alapul.  Az eredeti cikk szerkesztőit annak laptörténete sorolja fel. Ez a jelzés csupán a megfogalmazás eredetét és a szerzői jogokat jelzi, nem szolgál a cikkben szereplő információk forrásmegjelöléseként.